# Adda (département 1805)
Pour les articles homonymes, voir Adda (homonymie).
1805–1814
Entités suivantes :
- Royaume de Lombardie-Vénétie

L'Adda était un ancien département du royaume d'Italie, nommé d'après la rivière Adda, et avec pour chef-lieu Sondrio. Il correspondait à la Valteline et aux comtés de Chiavenna et Bormio.

## Historique

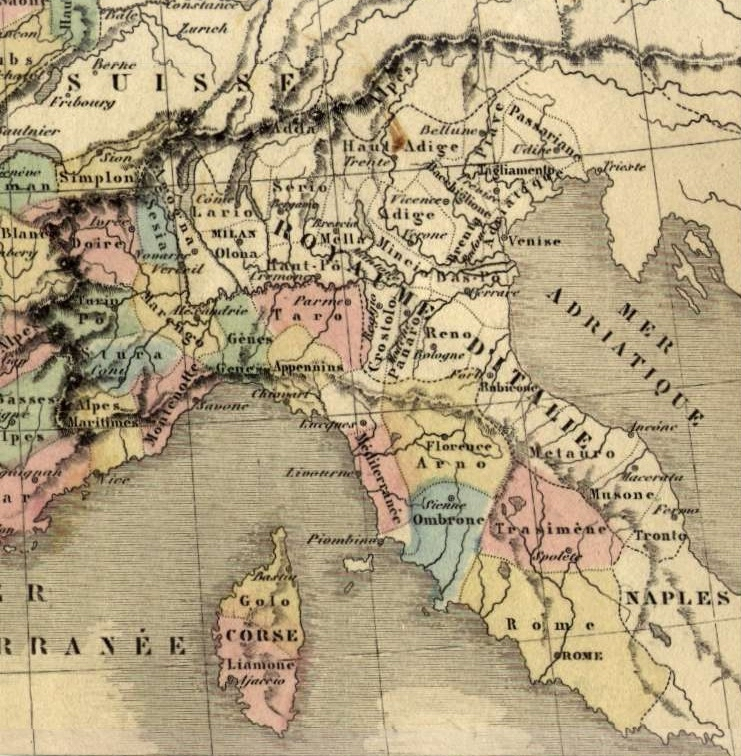
Les départements français d’Italie en 1811. Adda est à la frontière nord, au centre.

Le département de l'Adda fut créé le 8 juin 1805 à la suite de la transformation de la République italienne en royaume d'Italie, avec pour chef-lieu Sondrio.